# إليزابيث ويلكنسون (ملاكمة)
إليزابيث ويلكنسون ( والمشهورة أيضًا باسم إليزابيث ستوكس) هي ملاكمة إنجليزية وممارسة للفنون القتالية الأوروبية التاريخية في عشرينيات وأوائل ثلاثينيات القرن الثامن عشر. تعتبر إليزابيث واحدة من أقدم الملاكمات الإناث المعروفات. وُصفت إليزابيث خلال مسيرتها المهنية التي امتدت لعقد من الزمن بالبطلة واشتهرت بأنها خاضت 45 مباراة دون هزيمة، على الرغم من عدم وجود بيانات مهنية رسمية في ذلك الوقت. اشتركت في وقت لاحق من حياتها المهنية، في مباريات لاكمت فيها هي وزوجها، الذي كان أيضًا ملاكمًا، ضد أزواج آخرين. كانت إليزابيث أيضًا ماهرة في استخدام الخناجر والسيوف القصيرة والأرباع. وكانت واحدة من أشهر الفائزين بجوائز الملاكمة في عصرها، واحتفل الكتاب بما في ذلك بيرس إيغان وتوماس مور بمسيرتها المهنية في أوائل القرن التاسع عشر.

## الحياة الشخصية
لا يوجد سوى القليل من المعلومات حول حياة إليزابيث خارج حلبة الملاكمة. ادعت في إحدى إعلانات الترويج لإحدى مبارياتها أنها "من مدينة لندن الشهيرة". يبدو أنها انحدرت من خلفية إنجليزية من الطبقة العاملة مثل معظم الملاكمين الإنجليز في أوائل القرن الثامن عشر. تكهن لوس أنجلوس جينينغز بأنها ربما كانت على صلة بالملاكم روبرت ويلكنسون، الذي أُعدم شنقًا بتهمة القتل في 24 سبتمبر 1722، بعد وقت قصير من أول مباراة ملاكمة مُعلن عنها لإليزابيث، بينما توقع كريستوفر أن "ويلكينسون" ربما لم يكن لقبها الحقيقي، وأنها ربما اختارته كاسم مسرحي لاستحضار زميله الملاكم سيئ السمعة بشكل خاص.
تزوجت إليزابيث من الملاكم جيمس ستوكس. وصفها إعلان ترويجي لمباراة ملاكمة عام 1725 بأنها "قرينته التي تحظى بإعجاب كبير". وفي وقت ما بين 1722 و1726، أصبحت تُعرف باسم إليزابيث ستوكس.
بعد معاركها الموثقة الأخيرة في عام 1733، لا يمكن العثور على مزيد من المعلومات حول حياتها في السجل التاريخي.

## الملاكمة
تحدت إليزابيث في يونيو 1722 هانا هايفيلد من نيوجيت ماركت فيما قد تكون واحدة من أقدم مسابقات الجوائز النسائية المُعلن عنها في لندن. أعلنت إليزابيث تحديها في إحدى الصحف اللندنية "أنا، إليزابيث ويلكنسون من كليركينويل، بعد أن تباردلت بعض الكلمات مع هانا هايفيلد، أدعوها لمقابلتي على الحلبة في مباراة قتالية مقابل ثلاثة جنيهات" ومضوا في تحديد أن كل امرأة ستمسك نصف كراون في كل يد، وهي قاعدة منعت التلاعب والخدش الشائع في الملاكمة في القرن الثامن عشر. قاتلت إليزابيث في ذلك العام أيضًا ملاكمة تُدعى مارثا جونز، والتي ورد أنها أقصتها بعد اثنتين وعشرين دقيقة.
في القرن الثامن عشر، كانت مباريات الملاكمة دائمًا ما تكون بدون قفازات، وكانت المباريات تستمر في بعض الأحيان دون توقف حتى ينهار أحد المنافسين. كانت ويلكنسون ماهرة أيضًا في استخدام الخناجر، والسيوف القصيرة، وأذرع الأرباع، وربما خاضت غالبية مبارياتها بالأسلحة. كان من الشائع في ذلك الوقت أن تقاتل النساء عاريات الصدر، لذا تقترح ثراشر أن ويلكنسون وخصومها عرّفوا أنفسهم على أنهم رياضيون جادون من خلال القتال بملابسهم الكاملة، مع إعلان واحد من عام 1726 ينص على أن الملاكمين "سيقاتلون في سترات من القماش، قصيرة التنورات، التي تصل إلى ما تحت الركبة مباشرةً، والأدراج الهولندية، والجوارب البيضاء، والقفازات".
أصبحت إليزابيث لاعبة أساسية في حلبات جيمس فيج للملاكمة. كان كل من فيج وإليزابيث ماهرين في الترويج لأنفسهما، وكثيرًا ما انخرطت ويلكنسون في الأحاديث التافهة في تحدياتها المطبوعة.   فعلى سبيل المثال، طبعت منشور لتحدي آن فيلد، وهي سائقة حمار من ستوك نيوينغتون، وأعلنت ويلكنسون أن "الضربات التي سأوجهها لها ستكون أصعب عليها في هضمها من أي ضربة وجهتها لها على الإطلاق". وبحلول عام 1726، كانت ويلكنسون أيضًا تقاتل بشكل متكرر في حلبة جيمس ستوكس للملاكمة.
بينما أعلنت الصحف البريطانية في عشرينيات القرن الثامن عشر عن المباريات، إلا أنها لم تعلن عن النتائج، لذلك لا يوجد سجل محدد لانتصارات وخسائر إليزابيث. ومع ذلك، استنادًا إلى إعلانات القتال، يبدو أنها لم تهزم في معظم حياتها المهنية. أعلنت إحدى الصحف اللندنية في أكتوبر 1726 أن نزالًا بين ويلكنسون وماري ويلش، الملاكمة الأيرلندية، سيقام في مدرج جيمس ستوكس. وصفت ويلش في إعلان الصحيفة ويلكنسون بأنها "بطلة إنجلترا الشهيرة"،  وفي ردها، ادعت ويلكنسون أنها لم تُهزم، "لم أتعامل مطلقًا مع أي من جنسها، لكنني دائمًا ما خرجت بالنصر والتصفيق". وُصفت إليزابيث في الإعلانات الخاصة بمباريات أخرى، على أنها "بطلة المدينة التي لا تقهر"، و"البطلة الأوروبية"، و"بطلة كوكني"، و"البطلة الأكثر قوة في بريطانيا".
في وقت لاحق من حياتها المهنية، واجهت ويلكنسون وزوجها تحديًا كزوج من الملاكمين ضد زوج آخر من الملاكمين، حيث كانت تقاتل هي المرأة ويقاتل زوجها الرجل. ، تحدت إليزابيث منافستها السابقة ماري ويلش ومدربها روبرت بيكر "السيد ستوكس ورجله الأمازوني الجريء فيراجو في يوليو1727. قدم توماس وسارة باريت تحديًا مماثلاً في ديسمبر عام 1728. أشار جيمس ستوكس في رده إلى أن إليزابيث "لم يعد يُعتقد أنها تقاتل في بابليك بعد الآن" ولكن "زوجتي لا تشك في تحقيق الشهرة بل وتأمل في منح الرضا العام لجميع المتفرجين". وعلى الرغم من أنها كانت تقاتل حصريًا ضد نساء أخريات، إلا أن أحد الإعلانات من عام 1733 يشير إلى أنها ربما خاضت مباراة مبارزة ضد إدوارد ساتون، الذي كان أيضًا ملاكمًا متكررًا في حلبات الجوائز في لندن.
قامت إليزابيث بالإضافة إلى الملاكمة بتعليم الملاكمين الطموحين.  أشار إعلان عن إحدى مباريات إليزابيث إلى أن اثنين من طلابها سيخوضان ست جولاتت خلال مباريات إليزابيث وإحدى منافساتها.
استمرت إليزابيث في الظهور في إعلانات الملاكمة حتى عام 1733 على الأقل، حيث ادعت أنها خاضت 45 مباراة ولم تهزم. لقد اختفت من السجل التاريخي بعد معركتها الأخيرة المعلن عنها. 

## التراث
وفقًا لماليسا سميث، كانت الملاكمة النسائية تتعارض مع منور الطبقة المتوسطة والعليا خلال مسيرة إليزابيث المهنية. ويبدو وفقًا لجينينغز أن مسيرة ويلكنسون المهنية كانت ناجحة على الرغم من أنها تحدت الأدوار الجنسانية في القرن الثامن عشر. احتُفي بإليزابيث باعتبارها ملاكمة ماهرة في أوائل القرن التاسع عشر، ونالت الثناء من الكاتب الرياضي بيرس إيغان في كتابه بوكسيانا الصادر عام 1813. كما أشار كاتبا أوائل القرن التاسع عشر جيمس بيلر مالكولم وتوماس مور إلى ويلكنسون بشكل إيجابي.
وجد ثراشر أن الإشارات إلى إليزابيث أصبحت نادرة وسلبية بشكل متزايد في وقت لاحق من القرن التاسع عشر. ويجادل بأن العصر الفيكتوري شهد إعادة تعريف صارمة لأدوار الجنسين، لذلك صور بعض الكتاب في ذلك الوقت إليزابيث على أنها فضول تاريخي، بينما سخر آخرون منها ومعاصريها باعتبارهم دليلاً على الهمجية والإخفاقات الأخلاقية في القرن الثامن عشر. 